# Phaenicophilus poliocephalus
El cuatro ojos coronigrís (Phaenicophilus poliocephalus) es una especie de ave paseriforme de la familia Phaenicophilidae endémica del suroeste de la isla La Española. Anteriormente se clasificaba en la familia Thraupidae.

## Descripción
El cuatro ojos coronigrís mide entre 17 y 18 centímetros de largo. Sus partes superiores son de color verde oliváceo, salvo el píleo, nuca y cuello que son grises como sus partes inferiores. Presenta una mancha negra en el rostro y frente, donde destacan las dos pequeñas manchas blancas que tiene sobre el ojo y el lorum, a los que debe su nombre común, además de una pequeña media luna blanca bajo el ojo. También es blanca la macha que ocupa su garganta y la parte baja de sus mejillas.

## Distribución y hábitat
El cuatro ojos coronigrís se encuentra principalmente en los bosques húmedos tropicales y manglares del sur de Haití, y es rara de la parte de la isla perteneciente a la República Dominicana, a diferencia de su pariente el cuatro ojos coroninegro que ocupa toda la isla.

## Subespecies
Se reconocen las siguientes:
- P. p. poliocephalus (Bonaparte, 1851) - península de Tiburón
- P. p. coryi Richmond & Swales, 1924 - isla de la Guanaba
- P. p. tetraopes Wetmore & Lincoln, 1932 - Isla de la Vaca y Caimito Grande